# Didymella cortadeniae
Didymella cortadeniae är en svampart som beskrevs av Grove 1922. Didymella cortadeniae ingår i släktet Didymella, ordningen Pleosporales, klassen Dothideomycetes, divisionen sporsäcksvampar och riket svampar.   Inga underarter finns listade i Catalogue of Life.